# Клиффорд, Джэрид
Джэрид Клиффорд (англ. Jaryd Clifford; род. 5 июля 1999) ― австралийский паралимпиец, слабовидящий спортсмен, бегающий на средние дистанции. Двукратный чемпион мира 2019 года. Серебряный призёр летних Паралимпийских игр 2020 в Токио.

## Биография
Клиффорд родился 5 июля 1999 года. В начальной школе его зрение ухудшилось из-за дегенерации жёлтого пятна. Классифицируется как атлет Т12.
С 2018 года является членом Спортивного клуба Diamond Valley и стипендиатом Викторианского института спорта. В 2020 году Джарид переехал в Канберру на постоянное место жительства.
Его жизненная философия такова: «Не все, с чем сталкиваются, можно изменить, но ничего нельзя изменить, пока с этим не столкнёмся».

## Спортивная карьера
В 2014 году Клиффорд занял 4-е место в беге на 3000 м на чемпионате Австралии среди школ. Участвовал в чемпионате мира МПК по лёгкой атлетике в Дохе в 2015 году и занял 7-е место в беге на дистанции 3000 метров. В январе 2016 года его время 3 минуты 59,6 на 1500 м позволило ему принять участие в Паралимпийских играх в Рио в 2016 году.
На Паралимпийских играх в Рио-де-Жанейро в 2016 году он финишировал седьмым как в мужских гонках на 1500 м, так и на 5000 м в классе T13.
На чемпионате мира по паралимпийской легкой атлетике в Лондоне, завоевал бронзовую медаль в беге на 1500 м в классе 13 со временем 3: 53,31.
На Гран-при Сиднея 18 марта 2018 года Клиффорд побил мировой рекорд на 1500 м в классе T12 среди мужчин со временем 3: 45,18. Он превзошёл предыдущий мировой рекорд 3: 48,31, установленный тунисцем Абдеррахимом Чжиу на Паралимпийских играх в Лондоне в 2012 году.
На чемпионате мира по паралимпийской легкой атлетике в Дубае Клиффорд установил мировой рекорд времени 3: 47,78, завоевав золотую медаль в беге на 1500 м в категории T13 среди мужчин. Клиффорд со своими двумя гидами Тимом Логаном и Фило Сондерсом выиграл мужской бег на 5000 м T13.
В марафоне 25 апреля 2021 года Клиффорд пробежал 2:19:08, побив мировой рекорд 2:21:33.
На летних Паралимпийских играх 2020 в Токио выиграл серебряные медали Мужская 5000м T13 и мужской марафон T12 и бронзовую медаль в мужском 1500 м Т13.